# Tarabai Shinde
Tarabai Shinde (Buldhana,1850-1910) fue una activista feminista que protestó contra el patriarcado y la casta en la India del siglo XIX. Es conocida por su trabajo publicado, Stri Purush Tulana ("Una comparación entre mujeres y hombres"), publicado originalmente en marathi en 1882. Era una crítica al patriarcado de casta superior y, a menudo, se considera el primer texto feminista indio moderno. Fue muy controvertido para su época al desafiar las escrituras religiosas hindúes en sí mismas como una fuente de opresión de las mujeres, una opinión que sigue siendo controvertida y debatida en la actualidad. Era miembro de Satyashodhak Samaj . 

## Biografía
Nacida en una familia Maratha en el año 1850 de Bapuji Hari Shinde en Buldhana, provincia de Berar, en la actual Maharashtra, fue miembro fundadora de Satyashodhak Samaj en Pune. Su padre era un secretario radical y jefe en la oficina del Comisionado Adjunto de Ingresos, también publicó un libro titulado, " Sugerencia para los nativos educados "en 1871. Como no había escuela de niñas en la zona y siendo la única niña su padre le enseñó maratí, sánscrito e inglés. Shinde se casó cuando era muy joven, pero se le concedió más libertad en el hogar que la mayoría de las otras esposas marathi de la época desde que su esposo se mudó a la casa de sus padres.

### Activismo social
Shinde era socia de conocidos activistas sociales Jotirao y Savitribai Phule y fue miembro fundadora de su organización Satyashodhak Samaj ("Comunidad de búsqueda de la verdad"). Los Phules compartieron con Shinde una conciencia de los ejes separados de opresión que constituyen el género y la casta, así como la naturaleza entrelazada de los dos. Ayudó a los Phules a crear una escuela para niñas de castas intocables en 1848. También ayudó a crear un refugio para viudas de castas superiores en 1854, cuando se les prohibió volver a casarse.

### Trabajos seleccionados
En 1881 después del artículo publicado con el caso de una viuda que abortó a su hijo no nacido, por el temor a la deshonra pública y al ostracismo, por el que se abrió una causa penal contra ella y fue condenada a la horca. Tras la muerte de Surat se publicó un artículo en el que se insultaba a las mujeres por su "nueva moral relajada" y se describía a la mujer india como algo detestable. Shinde escribió su libro en respuesta a este artículo para mostrar a la sociedad india que hay una doble moral para hombres y mujeres, y que las mujeres merecen más derechos.
Así nació el primer texto feminista moderno de la India, "Stri Purush Tulana". En 1882 se imprimieron 500 ejemplares del libro, que era un comentario sobre el "comportamiento" de las mujeres según lo prescrito por los textos religiosos. Fue impreso en Shri Shivaji Press, Pune, pero la recepción hostil por parte de la sociedad y la prensa contemporáneas, produjo que Shinde no volviera a publicar.
Debido a esta recepción del libro por parte de la sociedad contemporánea tan hostil el libro permaneció sin descubrirse hasta su reedición por S.G Malshe en 1975.

#### "Stri Purush Tulana"[7][10]
Shinde en su ensayo criticó la desigualdad social de las castas, así como las opiniones patriarcales de otros activistas que veían a las castas como la principal forma de antagonismo en la sociedad hindú. Habiendo trabajado con viudas de castas superiores a las que se les prohibió volver a casarse, Shinde estaba al tanto de los incidentes de viudas embarazadas por parientes. En este libro analiza la cuerda floja que las mujeres deben caminar entre la "mujer buena" y la "prostituta".
Según Susie Tharu y K. Lalita,

". . . Stri Purush Tulana es probablemente el primer argumento feminista completo y existente después de la poesía del período Bhakti. Pero el trabajo de Shinde también es significativo porque en un momento en que los intelectuales y activistas estaban principalmente preocupados por las dificultades de la vida de una viuda hindú y otras atrocidades fácilmente identificables perpetradas contra mujeres, Shinde, aparentemente trabajando de forma aislada, pudo ampliar el alcance de la análisis para incluir el tejido ideológico de la sociedad patriarcal. Las mujeres de todo el mundo, insinúa, están igualmente oprimidas ".

El  trabajo fue elogiado por Jyotiba Phule, un destacado reformador social marathi, quien se refirió a Shinde como chiranjivini (querida hija) y recomendó su libro a sus colegas. El trabajo se menciona en el segundo número de Satsar, la revista de Satyashodhak Samaj, iniciado por Jyotiba Phule en 1885, sin embargo, a partir de entonces el trabajo permaneció en gran parte desconocido hasta 1975, cuando fue redescubierto y republicado.
Hasta su muerte en 1910, Tarabai Shinde siguió siendo una voz contra el patriarcado y el maltrato a las mujeres. Su texto feminista sigue siendo un texto de referencia de muchas activistas actuales de los derechos de la mujer.

## Véase  también
- Jyotirao Phule, otro revolucionario que luchó por los derechos de las mujeres y los parias.